# Старобілоуська сільська рада
Старобілоу́ська сільська́ ра́да — орган місцевого самоврядування у Чернігівському районі Чернігівської області. Адміністративний центр — село Старий Білоус.

## Загальні відомості
Старобілоуська сільська рада утворена в 1990 році.
- Територія ради: 14,575 км²
- Населення ради: 2502 особи (станом на 2001 рік)

## Населені пункти
Сільській раді підпорядковані населені пункти:
- с. Старий Білоус

## Склад ради
Рада складається з 20 депутатів та голови.
- Голова ради: Нехай Микола Борисович
- Секретар ради: Борзда Ольга Іванівна

### Керівний склад попередніх скликань
| ПІБ                    | Основні відомості                                                 | Дата обрання | Дата звільнення |
| ---------------------- | ----------------------------------------------------------------- | ------------ | --------------- |
| Нехай Микола Борисович | Сільський голова, 1959 року народження, освіта вища, безпартійний | 26.03.2006   | 31.10.2010      |
| Нехай Микола Борисович | Сільський голова, 1959 року народження, освіта вища, безпартійний | 31.10.2010   |                 |

Примітка: таблиця складена за даними джерела

### Депутати
За результатами місцевих виборів 2010 року депутатами ради стали:

#### За суб'єктами висування
| Суб'єкт висування           | Кількість обраних депутатів | %  |
| --------------------------- | --------------------------- | -- |
| Самовисування               | 17                          | 85 |
| Комуністична партія України | 2                           | 10 |
| Партія регіонів             | 1                           | 5  |

#### За округами
| № округу                    | Прізвище, ім'я, по батькові    | Дата визнання обраним | Освіта             | Партійна приналежність | Відомості про обраного депутата                             |
| --------------------------- | ------------------------------ | --------------------- | ------------------ | ---------------------- | ----------------------------------------------------------- |
| Комуністична партія України |                                |                       |                    |                        |                                                             |
| 10                          | Костенко Марія Михайлівна      | 03.11.2010            | середня            | позапартійна           | пенсіонер                                                   |
| 15                          | Кобзар Петро Михайлович        | 03.11.2010            | середня            | позапартійний          | пенсіонер                                                   |
| Партія регіонів             |                                |                       |                    |                        |                                                             |
| 1                           | Бірюк Олександр Васильович     | 03.11.2010            | середня            | член Партії регіонів   | СПД                                                         |
| Самовисування               |                                |                       |                    |                        |                                                             |
| 2                           | Васюк Надія Геннадіївна        | 03.11.2010            | середня            | член Партії регіонів   | пенсіонер                                                   |
| 3                           | Пінчук Юрій Вікторович         | 03.11.2010            | вища               | позапартійний          | тимчасово не працює                                         |
| 4                           | Чучвага Людмила Миколаївна     | 03.11.2010            | середня спеціальна | позапартійна           | пенсіонер                                                   |
| 5                           | Денисенко Людмила Михайлівна   | 03.11.2010            | середня спеціальна | позапартійна           | домогосподарка                                              |
| 6                           | Пода Юрій Олексійович          | 03.11.2010            | вища               | позапартійний          | пенсіонер                                                   |
| 7                           | Дяченко Олексій Петрович       | 06.03.2011            | середня            | позапартійний          | м. Чернігів, ШБУ № 14, штукатур                             |
| 8                           | Парчевський Анатолій Павлович  | 03.11.2010            | середня спеціальна | позапартійний          | пенсіонер                                                   |
| 9                           | Вінниченко Інна Миколаївна     | 03.11.2010            | вища               | позапартійна           | Чернігівське бюросудмедекспертизи, судмедексперт            |
| 11                          | Шевченко Наталія Володимирівна | 03.11.2010            | вища               | позапартійна           | Старобілоуська с/р, головнийбухгалтер                       |
| 12                          | Авраменко Олена Іванівна       | 03.11.2010            | вища               | позапартійна           | Новозаводськийтериторіальнийцентр м. Чернігів, соцпрацівник |
| 13                          | Авельцева Тетяна Вікторівна    | 03.11.2010            | вища               | позапартійна           | Старобілоуський сільський клуб, завыдуюча клубом            |
| 14                          | Зарецький Микола Володимирович | 03.11.2010            | вища               | позапартійний          | ТОВ «ДСК — 1», начальник виробництва                        |
| 16                          | Павлікова Марина Костянтинівна | 03.11.2010            | вища               | позапартійна           | СПД                                                         |
| 17                          | Борзда Ольга Іванівна          | 03.11.2010            | середня спеціальна | позапартійна           | Старобілоуська с/р, касир                                   |
| 18                          | Решітько Оксана Іванівна       | 03.11.2010            | середня            | позапартійна           | Старобілоуська с/р, нач. ВОС                                |
| 19                          | Стеченко Світлана Дмитрівна    | 03.11.2010            | середня спеціальна | позапартійна           | ЗАТ «Політехпром», бухгалтер                                |
| 20                          | Лапоша Дмитро Юрійович         | 03.11.2010            | вища               | позапартійний          | КРУ в Чернігівській області, юрист-консульт                 |